# 國際刑事法院在菲律賓的調查
國際刑事法院在菲律賓的調查，或稱菲律賓情況調查，是國際刑事法院針對菲律賓毒品戰爭期間可能涉及的危害人類罪展開的調查，調查工作仍在進行中。
2018年3月14日，菲律賓宣佈計劃退出《羅馬規約》，當時距離國際刑事法院在該國展開初步調查僅約一個月。該國最終於一年後的2019年3月16日正式完成退出。然而，由於菲律賓在退出前仍受《羅馬規約》約束，因此國際刑事法院的調查範圍將僅限於該條約在菲律賓生效期間，即2011年11月1日至2019年3月16日。菲律賓大理院在2021年的一項裁決中表示，即便菲律賓已退出國際刑事法院，該國仍有義務配合法院的法律程序。
2025年3月11日，國際刑警組織與菲律賓國家警察聯手逮捕菲律賓前總統羅德里戈·杜特爾特，執行國際刑事法院所發佈的逮捕令。

## 背景

### 達沃行刑隊
達沃行刑隊是一個活躍於達沃市的治安組織，與前總統羅德里戈·杜特爾特關係密切。據估計，該組織自1990年代以來已殺害至少1000人。根據人權觀察的報告，達沃行刑隊主要針對涉嫌販毒者、輕罪犯和街頭流浪兒，並涉及強迫失蹤、即決處決及毒品交易等活動。
2016年10月，菲律賓參議院對法外處決問題展開調查。反對派參議員蕾拉・德利馬在聽證會上傳喚埃德加·馬托巴托作證，他自稱是達沃行刑隊的前成員。馬托巴托聲稱，達沃行刑隊直接受杜特爾特指揮，甚至指控杜特爾特在擔任達沃市市長期間，曾親手持烏茲衝鋒槍射殺一名菲律賓司法部官員。杜特爾特否認這些指控，稱馬托巴托的證詞完全是捏造的謊言，而參議院則因證據不足，於2016年10月13日終止調查。
然而，一年後，曾在聽證會上否認與達沃行刑隊相關的退休警官阿圖羅・拉斯卡尼亞斯推翻自己的供詞。他改口承認自己曾是達沃行刑隊成員，並支持馬托巴托的指控。他更進一步披露，自己曾在達沃行刑隊指令下殺害200人，並坦言「這一切都是因為獎勵制度……當上級下令處決某人並附帶賞金時，殺手就會執行」。

### 菲律賓毒品戰爭
2016年菲律賓總統選舉翌日，選情領先的羅德里戈·杜特爾特表示：「我將成為獨裁者（……）但只會對抗邪惡勢力——犯罪、毒品與政府腐敗」，並誓言如果無法在上任6個月內解決這些問題，他將辭去總統職務。7月1日，杜特爾特宣誓就職的次日，菲律賓國家警察啟動「雙管計畫」（Project Double Barrel），標誌著菲律賓毒品戰爭正式開始。
從競選期間到任期結束，杜特爾特多次發表強硬言論，公開呼籲殺害罪犯與販毒集團成員。他不僅授權執法人員對毒販與罪犯「格殺勿論」，還承諾為執法者提供法律保護，甚至聲稱如果有人因此入獄，他願意替他們承擔責任。
根據菲律賓政府的官方數據，截至杜特爾特任期結束，毒品犯罪嫌疑人遭擊斃的人數為6252人。然而，人權組織（包括國際刑事法院）則估計，實際死亡人數可能介於12000至30000人之間，而毒品戰爭的殺戮高峰發生在2016至2017年間。

## 歷史
2016年10月13日，菲律賓毒品戰爭爆發約4個月後，國際刑事法院檢察官法圖·本蘇達對有關法外處決毒品犯罪嫌疑人的報導表示深切關注，並強調國際刑事法院會「密切關注事態發展」，以評估是否有必要展開初步調查。次月，11月17 日，總統杜特爾特威脅要效仿俄羅斯，宣佈菲律賓退出國際刑事法院，並以菲律賓語批評該法院「毫無用處」。
2017年，菲律賓律師裘德·薩比奧向國際刑事法院提交了一份77頁的文件，標題為《菲律賓的大規模謀殺情勢》，指控杜特爾特及另外11名官員涉及大規模謀殺與危害人類罪。同年，時任參議員安東尼奧·特里蘭尼斯和由時任眾議員加里·阿萊哈諾領導的馬格達洛黨團成員進一步提交一份45頁的補充控訴書，要求對杜特爾特增列危害人類罪的指控。
然而，2020年1月，薩比奧突然撤回指控，並要求國際刑事法院駁回案件，聲稱他在2017年提出的控訴是由菲律賓自由黨策劃，尤其是由參議員安東尼奧·特里蘭尼斯及蕾拉·德利馬主導，目的是抹黑杜特爾特。國際刑事法院駁回薩比奧的請求，強調「一旦法院掌握或控制相關資訊，就無法有效銷毀或退回」。
2024年10月，菲律賓眾議院「四方委員會」與參議院「藍帶小組委員會」分別對毒品戰爭展開調查。杜特爾特親自出席參議院聽證會，而該聽證會的記錄隨後由杜特蒂的長期批評者、前參議員安東尼奧·特里蘭尼斯提交至國際刑事法院。

### 羅德里戈·杜特爾特逮捕行動
2025年3月11日，菲律賓國家警察在國際刑警組織的協助下，於尼諾伊·阿基諾國際機場逮捕剛從香港返國的前總統杜特爾特。這次逮捕行動是因應國際刑事法院對杜特爾特發出的逮捕令，指控其涉及危害人類罪。

## 司法管轄權
菲律賓於2000年12月28日簽署《國際刑事法院羅馬規約》，並於2011年8月30日批准，條約於同年11月1日正式在菲律賓生效。2018年3月14日，國際刑事法院宣佈對菲律賓局勢展開初步調查約一個月後，總統杜特爾特隨即發表聲明，表示「菲律賓即刻撤銷對《羅馬規約》的批准」。杜特爾特強烈反對外國勢力介入菲律賓司法體系，並強調針對他的指控應在菲律賓國內法院審理。他還主張，《羅馬規約》雖然於2011年獲得參議院批准，但由於未曾刊登於《官方公報》，因此在法律上從未對菲律賓產生約束力。然而，根據《羅馬規約》第127條第1款，成員國的退出須於「正式通知提交一年後」才會生效。2天後，即3月16日，菲律賓正式通知聯合國秘書長決定退出國際刑事法院，並於一年後的2019年3月17日正式生效。
國際刑事法院在菲律賓的調查範圍僅限於該國仍為締約國的期間，即2011年11月1日至2019年3月16日，涵蓋杜特爾特總統任內近3年，而這段期間正是菲律賓毒品戰爭最嚴重的時期。菲律賓大理院於2021年的一項裁決中指出，即使菲律賓退出《羅馬規約》，該國仍有義務配合國際刑事法院調查程序。
2022年6月上任的總統邦邦·馬可斯政府則堅持認為，國際刑事法院無權管轄菲律賓。馬可斯表示，菲律賓擁有「正常運作的司法體系」，因此不應接受國際刑事法院調查。但根據國際刑事法院的補充性原則，該法院僅在「當一國無法或不願追究相關案件時」才會介入。儘管如此，菲律賓政府仍允許國際刑事法院在菲律賓獨立展開調查。馬可斯表示，菲律賓國家警察是根據該國作為國際刑警組織會員國的身分，代表國際刑警執行杜特爾特的逮捕行動。
2024年10月，前參議員蕾拉・德利馬表示，菲律賓政府在法律上並無任何障礙可阻止其與國際刑事法院合作。她援引2009年通過的《共和國法案第9851號》，即《菲律賓國際人道法、種族滅絕罪及其他危害人類罪法》，該法規定政府有義務將被告「移交至適當的國際法院」，包括國際刑事法院。此法比菲律賓批准《羅馬規約》早了兩年，進一步確立菲律賓對國際司法機構的合作義務。

## 調查
2021年9月15日，國際刑事法院預審分庭第一庭批准國際刑事法院檢察官對菲律賓境內涉嫌觸犯國際刑事法院管轄範圍內罪行的案件展開正式調查，調查範圍涵蓋2011年11月1日至2019年3月16日，即菲律賓正式退出國際刑事法院之前的期間。

## 反應

### 菲律賓政府
2018年3月13日，菲律賓宣佈退出國際刑事法院的《羅馬規約》。時任總統杜特爾特指責國際刑事法院和聯合國正在對他進行政治迫害，並批評聯合國「毫無根據、史無前例且令人憤怒地攻擊」他和其政府。
2021年9月，菲律賓政府宣佈拒絕與國際刑事法院調查合作，並禁止調查人員入境。然而，到了2024年，馬可斯政府雖然仍然不願與國際刑事法院配合，但承認無法阻止調查人員在菲律賓獨立展開行動。